# Flying Virus
Pour plus de détails, voir Fiche technique et Distribution.
Flying Virus est un film d'horreur brésilo-américain écrit et réalisé par Jeff Hare, sorti le 31 décembre 2001 aux États-Unis.
Le film met en scène Gabrielle Anwar, Rutger Hauer, David Naughton et des abeilles.

## Synopsis
Ce film met en scène des abeilles tueuses génétiquement modifiées transportant un virus, d'abord utilisées pour lutter contre une tribu indigène, puis qui se répandent à l'intérieur d'un avion en vol.

## Fiche technique
- Titre : Flying Virus
- Réalisateur : Jeff Hare
- Scénario : Jeff Hare
- Décors : Angela Rafael
- Genre : Action, horreur, science-fiction
- Durée : 100 minutes
- Sortie : 2001

## Distribution
- Gabrielle Anwar : Ann Bauer
- Rutger Hauer : Ezekial
- Craig Sheffer : Martin Bauer
- Jason Brooks : Scotty
- David Naughton : Dr. Stephen North
- Duncan Regehr :  Sauveur
- Adam Wylie :  Adam